# Steeve Ho You Fat
Steeve Ho You Fat (Caienna, 12 giugno 1988) è un ex cestista francese.